# Gladsax län
Gladsax län (danska: Gladsax Len, även Gladsaxe Len) var ett danskt slottslän som troligen bildades 1398. Länet omfattade Simrishamn, Albo härad och styrdes från Gladsaxehus. Länet uppgick 1621 i Kristianstad län.
Slottslänet upprättades förmodligen 1398 i samband med att Ide Pedersdatter Falk testamenterade sin sätesgård i Gladsax, med likvida medel den 11 augusti 1398, för att utgöra en grund för ett planerat nunnekloster tillhörande Dominikanorden. Drottning Margareta var testamentsexekutor och insåg med biskop Peder i Roskilde ortens strategiska läge utgörande en motpol till ärkebiskoparnas Åhus, fyra mil norr om Gladsax och Hammershus på Bornholm.  De fick påvens medgivande att överflytta klosterstiftelsen till Gavnø på Själland. Sätesgården inrättades som länsresidenset Gladsaxehus. Gladsax socken, Simrishamns stad och betydande delar av Albo härad kom att utgöra länets område. Länen kom att räknas till huvudlänen i Skåne.
Till de mest kända länsherrarna hör Eskil Mogensen Göye (1471–1476), Jens Holgersen Ulfstand (troligen från 1476–1486) och Sten Basse Bille (1490–1506). År 1621, då länet uppgick i Kristianstad län, mageskiftar kungen Gladsax slott och huvuddelen av länsgodset till Jacob Beck.

## Länsmän
- Thorkild Nielsen Bing
- –1398 Thorkild Bings änka, Ida Pedersdatter Falk
- 1406 Magnus von Ahlen
- 1427–1449 Jens Grim Has
- 1453 Jens Grims änka, fru Kirsten Stigsdatter Thott
- 1453 Trud Pedersen Galen (fru Kirstens son)
- 1462 Fru Kirsten Stigsdatter Thott
- 1471–1476 Eskil Mogensen Göye
- 1481–(1490) Knud Trudsen Has
- 1490–(1505) Sten Basse Bille
- 1505–1543 Knud Bilde
- 1543–1544 Herluf Trolle
- 1544–1555 Otte Thygesen Brahe
- 1555–1558 Bjørn Saxtrup
- 1558–1565 Erik Ugerup
- 1565–1600 Hans Spiegel
- 1600–1620 Anders Sinklair
- 1620–1621 Gabriel Kruse till Tulsted og Hjulebjerg
- 1621 Jacob Beck till Beldringe